# Cassia barbinervis
Cassia barbinervis là một loài thực vật có hoa trong họ Đậu. Loài này được (Pittier) Pittier miêu tả khoa học đầu tiên năm 1945.